# 2022年ロシアのウクライナ侵攻のタイムライン (2023年1月 - 4月)
2022年ロシアのウクライナ侵攻のタイムライン (2023年1月 - 4月)（2022ねんロシアのウクライナしんこうのタイムライン 2023年1月 - 4月）では、2022年2月24日に開始されたロシアのウクライナ侵攻の経過の2023年1月から4月について述べる。

## 2023年1月

### 1月2日
- イギリス国防省は、現在のルハーンシク州の攻防はクレミンナ北部の幹線道路をめぐるものとしていて「ウクライナ軍がこのルートを確保できれば、ロシアの防衛をさらに弱体化させる可能性が高い」と分析した[1]。

### 1月5日
- ロシアが東方正教会のクリスマスを前に36時間の停戦を一方的に宣言した[2]。ロシアは2022年12月半ばにウクライナが「クリスマス停戦」を提案していた際には拒んでいたこともあり、ウクライナは一方的な停戦宣言は受け入れないとしている[2]。

### 1月7日
- ウクライナ軍参謀本部は過去24時間の戦況報告で、ロシア軍の多連装ロケットシステムにより20回、ミサイルにより1回の攻撃が確認されたと説明した[3][4]。ウクライナ軍はロシア軍拠点に空爆を1回、砲撃を複数回行ったとした[3][4]。ロシア国防省は、東部ハリコフ州やドネツク州でウクライナ軍から攻撃を受けたため反撃したと発表した[3]。アメリカ国防省、イギリス国防省も停戦期間中に戦闘が継続していたことを確認しており、停戦が不発に終わったとされる[3][4]。

### 1月8日
- ロシア国防省が、ドネツク州クラマトルスクでウクライナ軍の陣地2カ所をミサイル攻撃し、600人以上を殺害したと発表した[5]（ウクライナ側は否定[6]）。

### 1月9日
- ローマ教皇フランシスコが新年の外交演説で、キューバ危機（1962年）に言及して「今日もまた核の脅威が高まっており、世界はより恐怖と苦悩を感じている」と述べるとともに、ロシアによるウクライナ市民居住地域への攻撃を「神と人類に対する罪」であると非難[7]。

### 1月11日
- ロシアのセルゲイ・ショイグ国防相はウクライナでの軍事作戦の指揮を執る新たな総司令官にワレリー・ゲラシモフ参謀総長を任命したと発表した。去年10月から総司令官だったセルゲイ・スロヴィキンは副司令官に任命された。ロシアで軍の制服組トップの参謀総長が自ら指揮を執るのは異例で、ロシア国防省は「遂行すべき任務の範囲が拡大したことに対応し、部隊間の緊密な協力などを進めるためだ」と説明した。イギリス国防省は11日の分析で「ロシアが直面している状況の深刻さが増していることを表している。作戦がロシアにとっての戦略的な目標に至っていないことを明確に認めたものだ」という見方を示した[8]。

### 1月14日
- ロシアが発射したミサイルがドニプロの集合住宅に着弾し、少なくとも40人が死亡した[9][10]。

- イギリスの首相官邸は、リシ・スナク首相が、ウクライナにイギリス陸軍の主力戦車「チャレンジャー2」を供与することを決めたと発表した[11]。西側諸国が現代的な主力戦車をウクライナに供与するのは、これが初めてとなる[12]。

### 1月17日
- ロシアの民間軍事会社ワグネルの元指揮官で、ウクライナで戦闘に従事したアンドレイ・メドベージェフが、ノルウェーへ脱出し亡命を求めていると報道された[13]。
- ウクライナ軍参謀本部が、ヴァレリー・ザルジニー総司令官がポーランド南東部でこの日、アメリカ統合参謀本部議長マーク・ミリーと対面では初の会談を行い、さらなる軍事支援を要請したと発表（ザルジニー総司令官の出国は開戦以来初）[14]。

### 1月18日
- キーウ東郊ブロヴァリで、ウクライナ国家非常事態庁のヘリコプターが幼稚園の近くに墜落し、乗っていたデニス・モナスティルスキー内相ら、18人が死亡した[15]。

### 1月20日
- ウクライナのオレクシー・レズニコウ国防相が、ウクライナ軍がポーランドでドイツ製戦車「レオパルト2」の訓練を行うと述べた[16]。

### 1月24日
- ロシアのゲラシモフ参謀総長が、週刊誌『論拠と事実』でこの日公開されたインタビューにおいて、「西側がほぼ一体となって我が国と軍に敵対している」と述べ、第二次世界大戦以来の「脅威」に直面していると表明[17]。

### 1月25日
- ドイツのオラフ・ショルツ首相はウクライナにドイツ製戦車「レオパルト2」を供与し、ポーランドなど他国からの供給も許可することを決定した[18]。
- 日本の森喜朗元首相が、東京都内のホテルで開いた会合で、「こんなにウクライナに力を入れてしまって良いのか。ロシアが負けることは、まず考えられない」と述べ、ロシアのウクライナ侵攻を巡り日本政府の対応を疑問視した[19]。日本政府はロシアのウクライナ侵攻について「不当かつ残虐な侵略戦争」と非難しており、政府方針と異なる発言となる[19]。

### 1月26日
- アメリカ合衆国のジョー・バイデン政権はロシアの民間軍事会社ワグネルを「国際犯罪組織」に指定し、関連する6個人と12団体に制裁を科すと発表した[20]。
- カナダのアナンド国防相が、ウクライナに対し、ドイツ製主力戦車「レオパルト2」を4台供与すると発表した（カナダの保有数は82両）[21]。

## 2023年2月

### 2月1日
- ロシアへの経済制裁として同国産原油の購入価格上限を設定した西側諸国に対して、原油輸出を原則禁止するロシアの報復措置が発効[22]。

### 2月2日
- 欧州連合（EU）のフォンデアライエン欧州委員会委員長がキーウを訪れ、ゼレンスキー大統領と会談した[23]。会談後の記者会見で、フォンデアライエン委員長は「この憎むべき罪を犯しているロシアに法廷で責任を負わさなければならない」と述べ、ロシアによる戦争犯罪を証明するための「国際センター」をオランダのデン・ハーグに設置すると明らかにした[23]。

### 2月3日
- シャルル・ミシェル欧州理事会議長（EU大統領）とフォンデアライエン欧州委員会委員長がキーウでゼレンスキー大統領と会談して、ウクライナへの支援などについての共同声明を発表するも、ウクライナが希望しているEU加盟の時期は明示しなかった[24]。
- ロシア国防省ホームページでこの日、ロシアが併合を宣言したウクライナ東南部4州をロシア連邦軍南部軍管区管轄エリア地図に加えたと、タス通信などが報道[25]。

### 2月4日
- カナダのアナンド国防相がウクライナに対し、ドイツ製主力戦車「レオパルト2」の最初の1両の輸送を開始したと表明した[26]。

### 2月5日
- ウクライナの「国民抵抗センター」は、ルハーンシク州を実効支配している親ロシア派勢力「ルガンスク人民共和国」が図書館や学校で、ウクライナの本を押収し、焼却していることを明らかにした[27]。

### 2月7日
- ウクライナ議会が、2022年2月24日に発令された戒厳令と総動員令の2023年5月20日までの延長を承認[28]。

### 2月8日
- ウクライナのゼレンスキー大統領がイギリスのロンドンを訪問し、スナク首相と会談した[29][30]。

### 2月9日
- ロシアの民間軍事会社ワグネルの指導者であるエフゲニー・プリゴジンは、今後ウクライナで戦う戦闘員を国内の囚人から徴集しない方針を明らかにした。ロシア当局の発表によれば、2022年度9～10月の囚人の減少数は2万3000人だったが、11月から23年度の1月にかけては6000人の減少に落ち込んでいた[31]。

### 2月10日
- ワグネルを運営するプリコジンがドネツク全域の制圧には「1年半から2年かかる」との見通しを表明[32]。

### 2月11日
- ウクライナ軍総司令官ヴァレリー・ザルジニーが、アメリカ統合参謀本部議長マーク・ミリーと電話会談し、ロシアが自爆型無人艇を投入したとの情報を伝達[33]。

### 2月12日
- アメリカ政治専門サイト「ポリティコ」、ウクライナのメディア「キーウ・インディペンデント」、アメリカのシンクタンク「戦争研究所」が、ウクライナ東部ドネツク州ブフレダールをめぐる戦闘で、ロシア軍が精鋭の第155海軍歩兵旅団全体を失った可能性があると報じた[34][35]。ウクライナ国防軍タブリスキー地区の統合プレスセンター責任者がポリティコに語ったところによると、「指揮官を含む多数の敵軍が、ブフレダールとマリンカ近くで撃退された」と主張[34][35]。旅団は精鋭部隊である第155海軍歩兵部隊で約5千人の兵士で構成されるが、そのほとんどが死傷または捕虜になったと見積もっているという[34][35]。ロシア軍としては大規模な敗戦を喫したこととなる[35][35]。

### 2月13日
- モルドバの大統領マイア・サンドゥが記者会見して、ロシアがロシア人、ベラルーシ人、セルビア人を使ってクーデターを計画していると主張[36]。
- ミュンヘン安全保障会議がこの日公表した2023年の報告書によると、2022年11月にウクライナ国内で実施した世論調査で、停戦を受け入れる条件として、クリミア半島を含む全土からのロシア軍撤退が約93％、同年2月の侵攻開始時点の占領地域への撤退が約7％、ロシアの占領地を追認しての停戦に対する賛成は約1％だった。89％は核兵器が使用されても抗戦を続けるべきだと回答した。またウクライナを支援して「よくしてくれる国や組織」は英国（77％）、米国（76％）にEU（61％）、ドイツ（47％）、フランス（43％）が続き、日本はG7最下位の29％。「悪くしている国や組織」は中華人民共和国（37％）、インド（27％）が上位で、国連も2％挙がった[37]。

### 2月14日
- アメリカ合衆国国務省が設置した紛争監視団はこの日発表した報告書で、ロシアがウクライナの占領地から6000人を超える子供を連れ去って親ロシアの思想を受け付ける「再教育」を行なったり、自国民の養子にしたりしており、そのための施設がクリミア半島やロシア国内に少なくとも43カ所あるとして、ジュネーブ条約に違反する戦争犯罪として批判[38]。

### 2月15日
- ウクライナの首都キーウの軍政部が、キーウ上空で6個のロシアの偵察気球が目撃され、大部分が撃墜されたと発表した[39][40]。気球には偵察装置などが搭載されていた可能性があり、ウクライナの防空システムを攪乱する目的だったとみられている[39][40]。
- 英国、オランダ、ノルウェーなど欧州7カ国が設立したウクライナ国際基金を通じた支援の第一弾として、砲弾や無人航空機、電子戦装備など2億ポンド以上の実施を発表[41]。
- ウクライナの復興に向けた国際商談会がポーランドの首都ワルシャワで開幕し、22か国から300社以上が出展（欧米以外では韓国のみ参加）[42]。

### 2月20日
- アメリカのジョー・バイデン大統領がウクライナの首都キーウを電撃訪問し、ゼレンスキー大統領と会談した[43]。アメリカの大統領が戦地に立つのは異例で、『ニューヨーク・タイムズ』は「南北戦争中、リンカーンがワシントン郊外の最前線に乗り込んで以来、大統領が戦地に近付いたことはない」と表現し[43]、ホワイトハウスは、常に攻撃を受けている戦争地帯に米大統領が現れたことを「現代では前例のないこと」だと説明した[44]。これまでアメリカ大統領が戦時下のイラクやアフガニスタンを訪れたことはあったものの、それはアメリカ軍が現地に大々的に駐留している場所であった[44]。

### 2月21日
- アメリカのバイデン大統領がワルシャワで演説し、ウクライナへの支援とNATOなど民主主義国家の団結を強調し、プーチン政権の侵略を批判するとともに「ロシアを支配したり破壊したりすることを望んでいない」とロシア国民に訴えた[45]。

### 2月23日
- 2月24日にロシアがウクライナに侵攻して満1年になるのに際し、オランダの民間軍事情報機関「オリックス」は写真による照らし合わせを基に推定したロシア軍の武器および装備の損失規模を公表した[46]。1年間でロシア軍は、戦車1745両が失われたり、使えなくなったりした[46]。さらに歩兵戦闘車両2083両、装甲戦闘車両785両、兵員輸送装甲車両296両の損失が確認され、自走砲および牽引砲515門、ドローン192機、ヘリコプター77機、航空機72機および海軍の艦艇12隻の被害も確認された[46]。
- 国連総会で、ロシア軍に「即時、完全かつ無条件の撤退」を要求し、「ウクライナでの包括的、公正かつ永続的な平和」の必要性を強調する決議案が141カ国の賛成で採択された[47][48]。議案は日本やアメリカ、イギリス、フランスなど70カ国以上が強い賛同を示す共同提案国として名を連ねた[47][48]。反対国は7カ国でロシア、ベラルーシ、北朝鮮、エリトリア、マリ、ニカラグア、シリア[47][48]。中国やインド、南アフリカ共和国など19ヵ国が棄権票を投じ、13ヵ国は投票せず、棄権国は32ヵ国[47][48][49]。
- 開戦1年を前にウクライナのゼレンスキー大統領がSNSで「我々は屈しない。我々の領土に悪と戦争をもたらした者の責任を問う」と投稿[50]。オレナ夫人はリトアニアの首都ビリニュスで開かれたウクライナ支援行事にオンライン参加し、「地獄の一年」だったが「侵略者への抵抗」や勇気、相互支援などの一年でもあったと振り返った[51]。

### 2月24日
- ロシアがウクライナに侵攻して1年。これに合わせてウクライナのゼレンスキー大統領は首都キーウの式典で犠牲者を追悼したほか、演説動画『無敵の一年』をインターネットで配信して開戦当日を振り返り、「最も長い一日であり、現代史において最も困難な一日」で、「ロシアは我々（ウクライナ）は72時間後には存在しないと脅したが、一年間耐え抜いた」「白旗（降伏の意思表示）を掲げず、青と黄色（ウクライナの国旗）を守った」と語り、「今年は勝利を得るためにやれることは全てやろう」と国民に呼びかけた[52]。
- 中華人民共和国外交部は『ウクライナ危機の政治的解決に関する中国の立場』を発表し、早期停戦、核兵器の使用や対ロシア制裁への反対など12項目を盛り込むも、中国の従来主張の範囲内に留まる[53]。
- G7財務相・中央銀行総裁会議がインドのベンガルールで開かれ、G7として2023年にウクライナ支援を390億ドルに増額することが決定された[54][55]。また、日本として55億ドルの追加支援を行うことも発表された[54][55]。
- アメリカは侵攻1年に合わせ、HIMARS用の砲弾などを供与する20億ドル規模のウクライナ追加軍事支援[56]を、ロシアへの追加制裁[57]を発表した。

### 2月25日
- G7首脳会談がオンライン方式で開かれ、ゼレンスキー大統領も参加した。日本はロシアへの追加制裁を表明した[58][59]。

### 2月26日
- サウジアラビアのファイサル外相がゼレンスキー大統領との会談のためにウクライナを訪問し、ウクライナへの4億ドル相当の人道支援および石油製品支援を正式に決定する二つの文書に署名が行われた。サウジアラビア外相のウクライナ訪問は両国が外交関係を樹立して以来初となる[60]。

## 2023年3月

### 3月1日
- ウクライナ軍参謀本部は、ロシア軍が半年以上前から攻略を図っている東部ドネツク州の要衝バフムト情勢に関し、ロシア軍側が「突撃をやめようとしない」とし、激しい攻撃に直面していることを認めた[61][62]。バフムトでは子供48人を含む約4500人の市民が孤立しており、マリャル国防次官が増援を送ったことを明らかにする一方で、ロドニャンスキー大統領顧問は兵士の犠牲を抑えるための一時的撤退も選択肢だと示唆した[63]。
- 訪中したベラルーシのルカシェンコ大統領が習近平国家主席（総書記）と北京の人民大会堂で会談し、中国が2月24日に発表した和平提案を評価するとともに、両国の戦略的パートナーシップ発展のための共同声明に署名[64]。

### 3月2日
- ロシア義勇軍団が、ロシア本土ブリャンスク州へ越境しての攻撃と反プーチン政権の宣伝工作を行ない、ロシア連邦保安庁（FSB）が応戦[65]。プーチン大統領は地方視察を中止してオンライン会合を開き、ウクライナによる「テロ」であり、「ネオナチ」を粉砕するなどと語った[65]。

### 3月5日
- ハルキウ州知事や州東部のクプヤンシク市当局によると、4日から5日にかけて同市へのロシア軍の砲撃が激化して住宅、病院、教育施設に着弾して1人が死亡し、子供がいる家庭の疎開を開始[66]。

### 3月7日
- ゼレンスキー大統領は、「ウクライナの英雄」と呼ばれた、ドミトロ・コツバイロ氏がバフムトで戦死したと明らかにした[67][68]。コチュバイロ氏は「Da Vinci（ダ・ヴィンチ）」のコードネームで知られ「Right Sector」と呼ばれる義勇軍に所属し、第67独立機械化旅団の大隊長を務めていた[67][68]。その活躍から国の最高位の表彰を受け、2022年にウクライナのForbes Under 30に選出されていた[67][68]。

### 3月9日
- ロシア軍はシャヘド136やKh-47M2 キンジャールなどを総動員してキーウを含む全域に計81発のミサイル攻撃を行い、リヴィウで5人、ドニプロで1人の計6人が死亡[69][70][71]　。発射された計81発のうち、28発が巡航ミサイル、20発がクラブ、13発が地対空ミサイルで、Kh-47M2 キンジャール6発、残りが空対艦ミサイルなどだった[72]。これほどの規模のミサイル攻撃は、全国で計11人が死亡した1月26日以来だとBBCニュースは報道している[70]。
- ウクライナのハルシチェンコ・エネルギー相はキーウ、ハルキウ、ザポリージャ、ドニプロ、ジトーミル、オデッサ、ムィコラーイウなど少なくとも7つのエネルギー施設が攻撃を受けたとエネルギー相が発表。エネルゴアトム、また国際原子力機関によるとザポリージャ原子力発電所は2022年11月以来に外部電源との接続が途絶えたが同日中に復旧した[71][72]。

### 3月14日
- アメリカ欧州軍司令部が、黒海上空を飛行していた同国のMQ-9無人偵察機がロシアのSu-27戦闘機の妨害・衝突により墜落して海没したと発表した[73]。NATO加盟国の偵察機は黒海では国際空域（公海上空）を飛行する原則だが、ロシア国防省は同日の声明で、ロシアが設定した暫定空域をMQ9が「侵犯した」と主張している[73]。この事件を巡って翌15日、アメリカ合衆国国防長官ロイド・オースティンとロシアのショイグ国防相が、アメリカのミリー統合参謀本部議長とロシアのゲラシモフ参謀総長が、それぞれ電話会談した（前者は公式発表、後者はCBS報道）[74]。続いて翌16日にアメリカ国防総省は、Su-27が燃料を放出してMQ-9を妨害する場面を写した42秒の動画を公開するとともに、ロシア側によるMQ-9回収の試みについて「価値あるものは残っていない」（ミリー統合参謀本部議長）と述べた[75]。

### 3月16日
- ポーランドがソ連製のMiG-29戦闘機4機をウクライナに供与すると発表した。NATO加盟国の戦闘機供与は初[76]。翌日にはスロヴァキアも同型機13機の供与を決定[77]。

### 3月17日
- 国際刑事裁判所（ICC）が、ロシアのプーチン大統領と、ロシア大統領府で子供の権利を担当するマリア・リヴォワ＝ベロワ大統領全権代行[78]に対して「ウクライナ占領地から子どもを不法に移送した戦争犯罪行為に対する責任があると信じるに足りる証拠があること、該当行為を犯した民間および軍下級者に対する統制をまともにしなかったことに責任がある」として逮捕状を発行。プーチン大統領については国家元首に対するICCの逮捕状発行は世界で3番目[79][80][81]。

### 3月18日
- ロシアのプーチン大統領が、ロシアによるクリミアの併合9年目に合わせてセヴァストポリなどクリミアを、翌19日にはウクライナ本土でロシアが占領中のマリウポリを訪問[82]。

### 3月21日
- 日本の岸田文雄首相がキーウを電撃訪問し、ゼレンスキー大統領と会談した[83]。日本の首相が戦闘の続く地域、国を訪問するのは、第二次世界大戦後初のこととなる[83][84]。AP通信は「岸田氏の電撃訪問はインドのニューデリーでモディ首相と会談したわずか数時間後」に伝えられたとし、「岸田氏は戦後初めて戦地に入る日本のリーダー」と表現した[83]。岸田総理のキーウ訪問で、G7のすべての国のトップが戦闘が続くウクライナを訪問したこととなった[85]。岸田首相は、ウクライナへの殺傷力のない装備品など支援継続とG7広島へのオンライン参加招待などを表明した[86]。

### 3月23日
- ウクライナのシルスキー陸軍司令官が、ロシア軍が大規模な攻勢をかけていた東部の要衝バフムトについて、陥落させられないまま失速していると指摘した[87]。シルスキー陸軍司令官は、バフムトを陥落させようとしていたロシアの民間軍事会社ワグネルの戦闘部隊は「かなりの力を失い、失速しつつある」とし、「キーウ、ハリコフ、バラクレヤ、クピャンスクでこれまでに行ったように、（ウクライナ軍は）極めて近いうちにこの機会を利用する」と述べた[87]。バフムトはロシアの侵攻後半年以上激戦が続き、3月6日にアメリカのオースティン国防長官が、ロシア軍がバフムトを制圧する可能性に言及、3月8日にNATOのトルテンベルグ事務総長が、「バフムトが数日以内に陥落する可能性がある」との認識を表明するなど、3月上旬には数日以内に陥落するという観測もでていた[88]。
- 世界銀行はウクライナの復興費用が今後10年間で4110億ドルに膨らむとの試算を明らかにした。また必要な優先的事業に必要な140億ドルのうち、ウクライナ政府予算では110億ドルが不足していると発表した[89][90]。

### 3月24日
- ロシア国家安全保障会議副議長であり、ロシア前大統領ドミートリー・メドヴェージェフがロシアの記者らとのインタビュー動画をSNSに投稿し、「ウクライナ軍がクリミアへ攻撃すれば核兵器使用の根拠になる」と核攻撃の可能性を示した[91]。

### 3月25日
- ロシアのプーチン大統領が国営テレビで放映されたインタビューにおいて、ベラルーシに戦術核兵器を配備することを表明[92]。ベラルーシ外務省は28日に受け入れることを発表し、核兵器の管理や技術はベラルーシに移転されないため核拡散防止条約には違反しないと説明した[93]。

### 3月27日
- ドイツ国防省は、同国製の主力戦車「レオパルト2」18台をウクライナに引き渡したと発表した[94]。
- ウクライナ国防省は、イギリスが供与した同国主力戦車「チャレンジャー2」がウクライナに到着したと発表した[95]。
- ロシア政府が、同国を撤退する「非友好国」企業に対して、資産売却額の一部を政府に「自発的な寄付金」として納付させる方針を発表[96]。

### 3月28日
- ウクライナのゼレンスキー大統領が、ロシア軍からの砲撃が続く東部のスームィ州を視察[97]。
- ゼレンスキー大統領が、AP通信とのインタビューにおいて、ロシアの侵攻開始後は接触が途絶えている中国の習近平国家主席（総書記）について「ここで話したい」とウクライナ訪問を呼び掛けた[98]。

### 3月29日
- 第2回民主主義サミットで、ウクライナのゼレンスキー大統領がオンライン参加し、ロシアによる侵攻は「自由と民主主義に対する戦争」であり、「民主主義の敵は打ち破られなければならない」などと演説[99]。

## 2023年4月

### 4月1日
- ウクライナの裁判所は、モスクワ総主教庁系の「ウクライナ正教会」のパベル大主教を2ヵ月自宅軟禁処分にした[100]。パベル大主教は、ロシアに協力して宗教的な対立をあおったとして、ウクライナ保安庁から告訴されていた[100]。「ウクライナ正教会」には2018年に設立された新生ウクライナ正教会とモスクワ総主教庁系の「ウクライナ正教会」の「ウクライナ正教会」を名乗る教派が2つ併存している状況である[100]。パベル大司教が所属するモスクワ総主教庁系ウクライナ正教会のペチェルスカヤ大修道院は11世紀に造られ、モスクワ総主教庁系の大主教がトップについていた[100]。しかし、ウクライナ侵攻後、モスクワ総主教庁系のウクライナ正教会から新生ウクライナ正教会に移籍する者が続出している[101][102]。3月29日には、モスクワ総主教庁系に大修道院からの立ち退きを求めるデモも起きていた[100]。

### 4月2日
- ロシア第2の都市サンクトペテルブルクのカフェで爆発があり、ウクライナ侵攻を支持してきた軍事ブロガーのウラドレン・タタルスキー（本名：マクシム・フォミン）が死亡した。タタルスキーに渡された贈り物が爆発したということで、ロシア連邦捜査委員会は翌3日、ダリヤ・トレポワを容疑者として市内で拘束し、ロシア政府側はウクライナによるテロ攻撃だと主張している[103][104]。これに対してウクライナ大統領府長官顧問ミハイロ・ポドリャクは「クモが瓶の中で互いを食べている」とツィートし、ロシアの内部抗争との見方を示した[105]。

### 4月4日
- フィンランドが北大西洋条約機構（NATO）に正式に加盟した。フィンランドはロシアのウクライナ侵攻を受け、軍事的中立の姿勢を転換して31番目の加盟国となった。フィンランドの加盟により、ロシアが接するNATO加盟諸国との国境線は1300km延長される[106]。

### 4月5日
- ポーランドのアンジェイ・ドゥダ大統領が、ウクライナに旧ソ連製戦闘機「ミグ29」を追加供与する方針を表明した[107]。到着済みの4機とは別に10機を支援し、供与数は計14機になる。ウクライナのゼレンスキー大統領の訪問に合わせて公表した[107]。

### 4月6日
- ロシア義勇軍団が、3月2日に続いてロシア本土ブリャンスク州へ越境したと発表し、「ロシアの解放闘争」を続けると宣言[108]。

### 4月11日
- アメリカのブリンケン国務長官が記者会見で、アメリカ軍などの機密資料とみられる文書がSNSに流出した疑惑を巡り、ウクライナのクレバ外相と電話協議したと明らかにした[109][110]。文書にはロシア軍の侵攻に対抗するウクライナの部隊配置や防空能力に関する内容もあり、ブリンケン氏は「領土保全と主権、独立を守ろうとする努力への永続的な支援を再確認」を伝えて信頼回復に努めた[109][110]。

### 4月12日
- ロシア兵が捕虜となったウクライナ兵を斬首する動画がSNSに投稿されたことを受け、ウクライナのゼレンスキー大統領はSNSへの動画投稿でロシアの戦争犯罪を非難する声明を出した[111]。

### 4月13日
- ロシアの検事総長室は、ロシア軍兵士が捕虜となったウクライナ兵を斬首しているとされる動画について、予備的な捜査を開始したと発表した。ロシアはこれまでウクライナでのロシア軍の戦争犯罪を全面的に否定する態度をとっており、捜査の対象にするのは異例の措置である。ロシアの民間軍事会社ワグネルの創設者エフゲニー・プリゴジンは、犯人はワグネルに所属している兵士であるとのロシアNGOやワグネル離反者による告発を否定した[112]。
- ウクライナ政府は、中国のスマートフォン大手Xiaomi（小米）を「戦争支援企業」のリストに加えたと発表した[113]。これに対してXiaomiは「我々は平和を願い、戦争行為は一切支持しない立場だ」と反論のコメントを出した[113]。
- ポーランドのモラヴィエツキ首相がシンクタンクのイベントで演説し、「ウクライナが打ち負かされれば、中国が台湾に攻撃するかもしれない」と述べ、ロシアのウクライナ侵攻で、力による現状変更の前例をつくってはならないとの考えを強調した[114]。「ウクライナと台湾情勢には多くのつながりが見いだせる」とも語った[114]。

### 4月16日
- 東方教会の復活祭に合わせた捕虜交換で130人がウクライナ側へ帰還[115]。

### 4月20日
- NATOのストルテンベルグ事務総長が、事前発表なしにウクライナの首都キーウを訪問した[116]。ストルテンベルグ氏のウクライナ訪問はロシアの侵攻以来初めてとなり、ゼレンスキー大統領と会談した[116]。共同記者会見でストルテンベルグ氏は「ウクライナのふさわしい場所はNATOの中にある」と述べ、将来のNATO加盟に前向きな姿勢を示した[116]。

### 4月21日
- 中国の盧沙野駐フランス大使が、フランスのテレビに出演しで、旧ソ連から独立した国に関し、「主権国としての地位を具体的に示す国際合意は存在しない」と述べた[117]。この発言を受けて東欧諸国が一斉に反発、ラトビアのリンケービッチ外相は「全く受け入れられない。完全な撤回を求める」とツイッターで批判し、リトアニアのランズベルギス外相も「中国による『ウクライナ和平の仲介』を信用しない」理由が明白な形で示されたと主張した[117]。ウクライナのポドリャク大統領府顧問は、「全ての旧ソ連構成国は国際法に明記された主権国としての地位を有する」と述べた[117]。

### 4月22日
- ロシア外務省が、ドイツがロシア外交官の大量追放を決めたため同様の報復措置を取ると発表した[118]。同外務省のザハロワ情報局長は政府系のロシア国営テレビ「ズベズダ」で、20人以上のドイツ外交官を追放すると明らかにした[118]。タス通信などが伝えた[118]。ウクライナ侵攻を巡る対立が背景にあるとみられている[118]。

### 4月24日
- ウクライナのゼレンスキー大統領が、同国ジトーミルを訪れたエストニアの首相カヤ・カッラスと会談し、軍事支援拡大を要請するとともに「強力で独立し、繁栄するウクライナが欧州の安全保障にとって不可欠」などとする共同宣言を発表[119]。

### 4月25日
- 国営ロシア通信がロシアの最新鋭主力戦車「アルマタ」を作戦地域に投入したと報じた[120]。アルマタの実戦投入は初とみられる[120]。アルマタはミサイルを発射できる主砲や最新鋭の装甲を装備[120]。露軍は技術が漏洩する恐れなどから、これまでアルマタを実戦投入してこなかったとされる[120]。だが、ウクライナ軍が米欧諸国から供与された主力戦車を実戦投入することを見越し、米欧製戦車に対抗できるとされるアルマタを投入した可能性がある[120]。

### 4月26日
- ゼレンスキー大統領と中国の習近平国家主席（中国共産党総書記）が電話会談を行った[121][122][123]。ゼレンスキー大統領と習近平国家主席（総書記）が話し合うのはロシアの侵攻後初となる[121][122][123]。中国外務省によると、習氏は「核戦争に勝者はいない。各国は冷静さと自制を保つべきだ」と語り、ロシアを念頭に核使用に反対する姿勢を示した[121][122][123]。ゼレンスキー大統領は電話会談後、「この電話会談は駐中国ウクライナ大使の任命とともに、二国間関係を発展させる強力な推進力になるだろう」とツイートした[121][122][123]。

- ウクライナ国防省軍事メディアセンターは、対ウクライナ戦に投入されているロシアの戦力は36万9000人（48旅団、122連隊）と約5900兵器などとする分析を公表した[124]。この日、アメリカ欧州軍司令官もアメリカ合衆国下院において、ロシアの兵力が開戦時より増えていると述べた[124]。

### 4月27日
- NATOのストルテンベルグ事務総長が、ベルギーのブリュッセルにある本部で記者会見し、NATOの加盟国や関係国がこれまで行ってきたウクライナへの軍事支援について、「ウクライナに約束した戦闘車両の98％以上がすでに引き渡されている」と述べた[125]。具体的には、1550両以上の装甲車と230両の戦車、合わせて1700両以上の戦闘車両が、各国からウクライナに供与されたとした[125]。
- ウクライナのデニス・シュミハリ首相が、バチカンでローマ・カトリック教会のフランシスコ教皇と会談した[125]。

### 4月28日
- ロシア軍の無差別ミサイル攻撃により、ウクライナの中部チェルカスイ州ウマニ、東部ドニプロ、南部ミコライウ等で被害があり、子供を含む23名の死亡が確認された[126]。

### 4月29日
- ロシア軍が実効支配するクリミア半島のセヴァストポリの石油施設において大規模な火災が発生した。ラズボジャエフ首長は火災の原因はドローンの攻撃だと主張した[127]。ウクライナ軍のフメニュク報道官は30日にドローンで攻撃したことを認め、反攻に向けた「準備の一環」と述べた[128]。
- ポーランドが首都ワルシャワのロシア大使館近くのロシア人高校を接収したと発表した[129]。同校には、ロシア大使館員の子弟が通っていた[129]。ロシア側は「ウィーン条約違反だ」と非難している[129]。

### 4月30日
- ウクライナのゼレンスキー大統領が「国境警備隊の日」に合わせて、「重要な戦闘がまもなく始まる」「私たちの土地や国民をロシアの支配から解放しなければならない。陸と海で国境を完全に取り戻さなければならない」と演説[130][131]。
- ロシア国防省は、ウクライナを侵略しているロシア軍の補給を担当する国防次官にアレクセイ・クズメンコフ大将が任命されたと発表した[132]。前任のミハイル・ミジンツェフ大将と交代した理由は明らかにされていない[132]。